# Толчея (деревня)
Толчея (хак. Толча) — деревня в южной части Боградского района Хакасии, входит в состав Бородинского сельского поселения.
Расположена в 68 км от Абакана. Расстояние до центра муниципального образования — села Бородино — 6 км.
Число хозяйств — 106, население — 310 человек (01.01.2004), в том числе русские, немцы, хакасы и др.
Первоначально на месте деревни до революции 1917 находился хутор Тоторовский (по имени основателя Тоторова М. Б.), который впоследствии был переименован в деревню Толчея. На территории деревни находится ферма Федерального государственного унитарного предприятия племзавода «Бородинский». Основное направление деятельности — животноводство.
В Толчее имеются сельский клуб, начальная школа.
Неподалёку от деревни находится пещера Двуглазка. В 5 км находится пещера Бородинская - экскурсионная оборудованная пещера, протяженность ходов составляет около 2 км. Рядом с Бородинской располагаются пещеры Таинственная и Ледянка. 
Протекает река Толчея (Толча) — правый приток реки Кокса (бассейн Красноярского вдхр). Восточнее деревни на реке имеется пруд.

## Население
| 2002 | 2010 |
| ---- | ---- |
| 297  | ↗311 |